# Fort Verudella
Fort Verudela je obalna utvrda na istoimenom pulskom poluotoku koju je izgradila Austrija krajem 19. stoljeća radi zaštite glavne luke svoje ratne mornarice. Utvrda se nalazila u sektoru VI Obalne regije Pula (njem. Küstenabschnitt Pola), a klasificirana je kao obalna oklopna utvrda (njem. Werk (Küstenfort) mit Panzer).
Fort Verudela nalazi se na 31 m nadmorske visine, a građena je i opremana u razdoblju od 1881. godine do 1886. godine zajedno s obližnjom bitnicom San Giovanni s kojom čini jedinstven obrambeni sklop. Fort je peterokutnoga približno simetričnog tlocrta i sastoji se od zemljano-kamenoga središnjega bloka s dvokatnom grkljanskom vojarnom utopljenom u njegov masiv. Vojarna je građena od fino obrađenih kamenih blokova, opeke (svodovi), betona i armiranog betona. Vojarna se nalazila u prizemlju i na prvom katu, a osim smještaja za vojnike imala je telefonsku centralu, spremište ugljena, strojarnicu, prostorije za sanitet, skladište za granate, dizalo za dostavu streljiva, itd. Prema podatcima iz 1903. godine, posadu su činili zapovjednik, četiri časnika i oko 120 vojnika.
Fort Verudela primjer je prilagodbe oklopnih utvrda starijega tipa fortifikacije za ono vrijeme modernom naoružanju kakvim je bila opremljena turela s dvije 280 mm topničke cijevi. Kada 1918. godine vojska Kraljevine Italije preuzima utvrdu, malo joj mijenja oblik.
Utvrda osim bitnica San Giovanni. Utvrdu 1947. godine preuzima JNA te je kratkotrajno koristi, samo te godine, pa je onda napušta. Utvrda se 1967. godine do 1980. godine počinje koristiti kao: javni zahod, samoposluga i disko bar, a od 1980. do 2002. godine kao smetlište i spalionica smeća, a od 2002. godine do danas se u njoj nalazi Aquarium.

## Više informacija
- Pulske fortifikacije
- Nacionalna udruga za fortifikacije Pula

## Vanjske poveznice
- O Fort Verudeli na stranicama Aquariuma Pula